# Lestek
Lestek (nebo také Lestko, Leszek) (narozen 870/880, zemřel 930/940) – druhý kníže západních Polanů (polsky Polanie) z dynastie Piastovců. Byl připomínán Gallem Anonymem v kronice Cronicae et gesta ducum sive principum Polonorum, nebo také Gesta principum Polonorum. Syn Siemovíta a otec Siemomysła.

## Jméno
Geneze jména není známá. Předpokládá se, že slovo má původ v polském slově Lest, či Chytrost (polsky lście, tedy chytrość). Připouští se, že by mohlo jít o zdrobnělinu neznámého slovanského jména Lstimír (polsky Lścimir), nebo Lstislav (polsky Lścisław).
Původně mohlo být psáno, vyslovováno jako Lścik. Jméno se objevovalo v mnoha variantách, z které časem byla přijata forma Leszek.
Uznanými formami tohoto jména jsou jména, které končí na -ek, tedy Lestek, Leszek. Nespisovná verze Lestko byla přijata v starší historické literatuře pod vlivem autority Osvalda Balzera (polsky Oswald Balzer), který toto jméno propagoval ve svém vydání Genealogie Piastovců (polsky Genealogia Piastów).
Obecně je přijato, že formy jména, které končí na -ko, jsou formy přejaté z latiny.

## Lestek v díle Galla Anonyma
Lestek měl být synem a nástupcem Siemovíta. Otcem a předchůdcem Siemomysła. Gallus Anonymus uvádí: "Po jeho, tedy Siemovítově. smrti, nastoupil na jeho místo jeho syn Lestek, který se svými rytířskými činy rovnal svému otci vystupováním a odvahou. Po smrti Lestka nastoupil jeho syn Siemomysł."

## Lestek a Litzke, Licikavici
Připouští se, že od jeho jména vznikly termíny jako např. Lestkové (polsky Lestkowie) a Lestkovice (polsky Lestkowice), takto byli v dobách vlády Měška I. nazývání Polané.
Kronika psána Widukindem z Corvey obsahuje zápisy o tom, že poddanými Měška I. byli Licikavikovci (polsky Licikaviki). Význam tohoto termínu je sporný. Jedna z hypotéz zakládá, že může jít o odvozeninu od jména Lestka (Licikaviki → Lscikoviki → Lścikowicy tedy Lestkowice).
V díle byzantského císaře Konstantina VII. Porfyrogennetose De administrando imperio z roku 948, byla zmínka o lidu, který byl nazýván jako Litzke.

## Historičnost
Původně nikdo z odborné veřejnosti nepochyboval o historické existenci Piastovců z doby před Měškem I. (polsky Mieszko). Teprve v druhé polovině 19. století byla potvrzována jejich existence.
Bouřlivou diskuzi vyvolalo dílo Henryka Łowmiańskiego Dynastia Piastów we wczesnym średniowieczu, v kterém obhájil věrohodnost zápisů Galla Anonyma a tím i jejich historickou existenci, stejně jako potvrzení třech předchůdců Měška I. Tento pohled byl zachován v polské historické literatuře dodnes.

## Vláda
Nedochovaly se žádné písemné záznamy k období vlády Lestka. Historiky je přijímáno, že se narodil okolo let 870–880, vlády se ujal v období 900–910. Většina literatury uvádí, že zemřel v letech 930–940. Henryk Łowmiański přesunul datum smrti až k roku 950. V době jeho vlády nebyly zaznamenány žádné historicky významnější události.
Obecně mu byla připisována tzv. Piastovská revoluce (polsky rewolucja piastowska), tedy válečně-ekonomická koncentrace moci v rukou knížete a tvorbu prvních silně opevněných hradišť, sídel. Jedno z prvních bylo v Hřibově (polsky Grzybowo, GPS 52.362128, 17.648978), vzniklo mezi lety 915–922.

## Manželství a potomci
K manželkám a potomkům nejsou známy žádné relevantní informace. Stanislav Zakřevský (polsky Stanisław Zakrzewski) se domnívá, že Lestek mohl být ženatý s některou z dcer Svatopluka Velkomoravského..
Pozdější záznam kronikáře z 14. století zase uváděl sňatek se saskou kněžnou a s ní měl syna Evrakera (polsky Ewraker), který byl pozdějším biskupem v Lutychu (Leodium).
Podle rodové legendy rodu Soběských (polsky Sobiescy herbu Janina), Lestkova dcera Metoda (polsky Metodia) se měla provdat za jistého Soběslava (polsky Sobiesław, Sobiesz), vnuka Soběslava I. knížete Dalena (polsky Dalen).
Jediný potomek Lestka byl Siemomysł.

### Genealogický strom
| Piast narozen ? zemřel 870 | Piast narozen ? zemřel 870 |                                         |                                         | Řepicha narozena ? zemřela ? | Řepicha narozena ? zemřela ? |  |  | NN narozen ? zemřel ? | NN narozen ? zemřel ? |                         |                         | NN narozena ? zemřela ? | NN narozena ? zemřela ? |
|                            |                            |                                         |                                         |                              |                              |  |  |                       |                       |                         |                         |                         |                         |
|                            |                            |                                         |                                         |                              |                              |  |  |                       |                       |                         |                         |                         |                         |
|                            |                            | Siemovít narozen asi 870 zemřel asi 900 | Siemovít narozen asi 870 zemřel asi 900 |                              |                              |  |  |                       |                       | NN narozena ? zemřela ? | NN narozena ? zemřela ? |                         |                         |
|                            |                            |                                         |                                         |                              |                              |  |  |                       |                       |                         |                         |                         |                         |
|                            |                            |                                         |                                         |                              |                              |  |  |                       |                       |                         |                         |                         |                         |
|                            |                            |                                         |                                         |                              |                              |  |  |                       |                       |                         |                         |                         |                         |

|  |  | NN narozena ? zemřela ? OO ? | NN narozena ? zemřela ? OO ? | Lestek (narozen 870-880, zemřel ok. 930–940)   | Lestek (narozen 870-880, zemřel ok. 930–940) |  |  |  |  |
|  |  |                              |                              |                                                |                                              |  |  |  |  |
|  |  |                              |                              |                                                |                                              |  |  |  |  |
|  |  |                              |                              |                                                |                                              |  |  |  |  |
|  |  |                              |                              | Siemomysł narozen 9./10. století zemřel po 950 |                                              |  |  |  |  |

## Upomínka
Lestka připomíná renesanční plastika, která je umístěna na portále vjezdové brány do zámku Slezských Piastovců v Břehu (polsky Zamek Piastów Śląskich, Brzeg), dnes je zde Muzeum Slezských Piastovců.

## Galerie

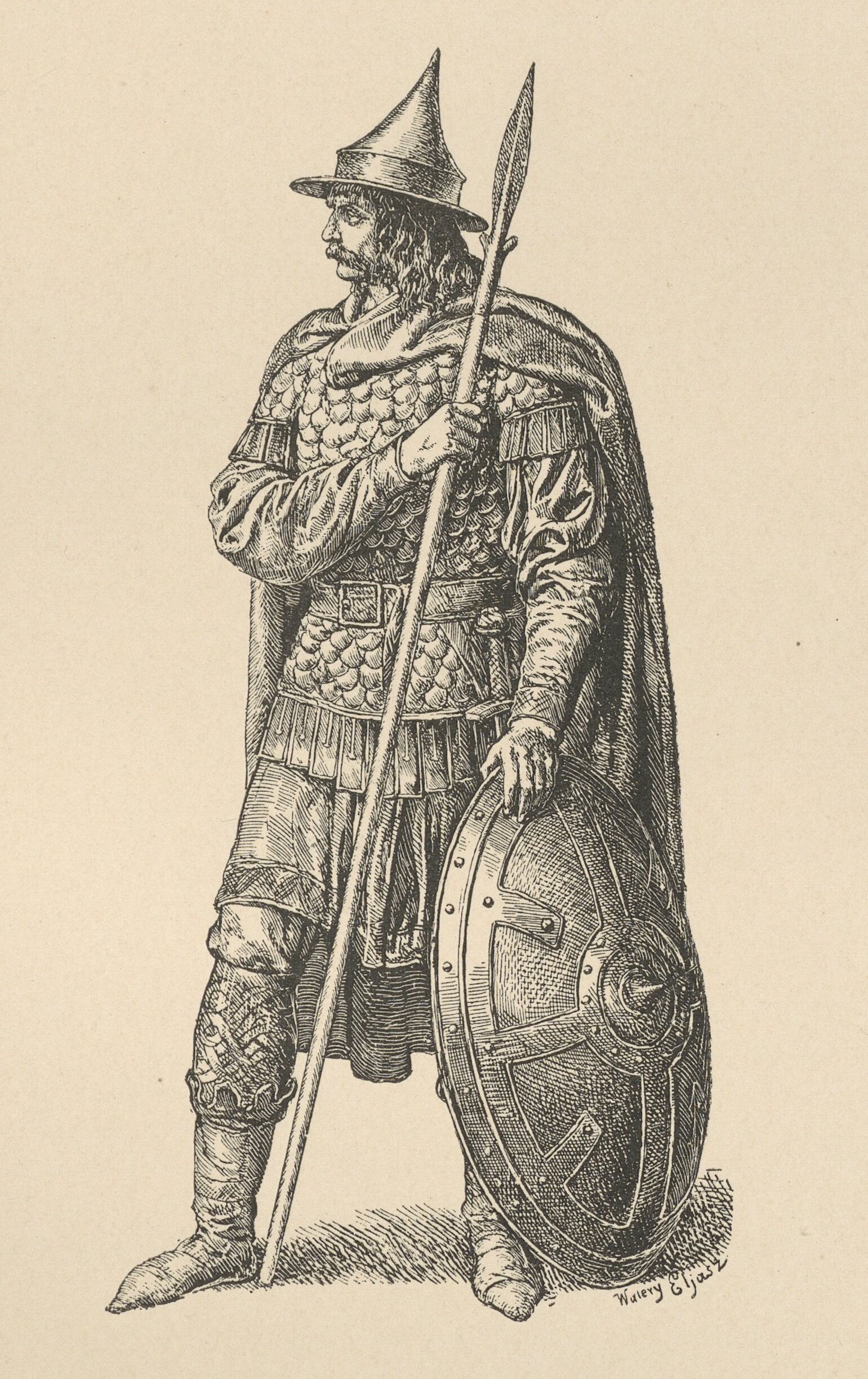
Lestek ze sbírky Polští králové v obrazech a písních (polsky Królowie polscy w obrazach i pieśniach) od Walery Eljasz-Radzikowski (polský malíř, 1840–1905)
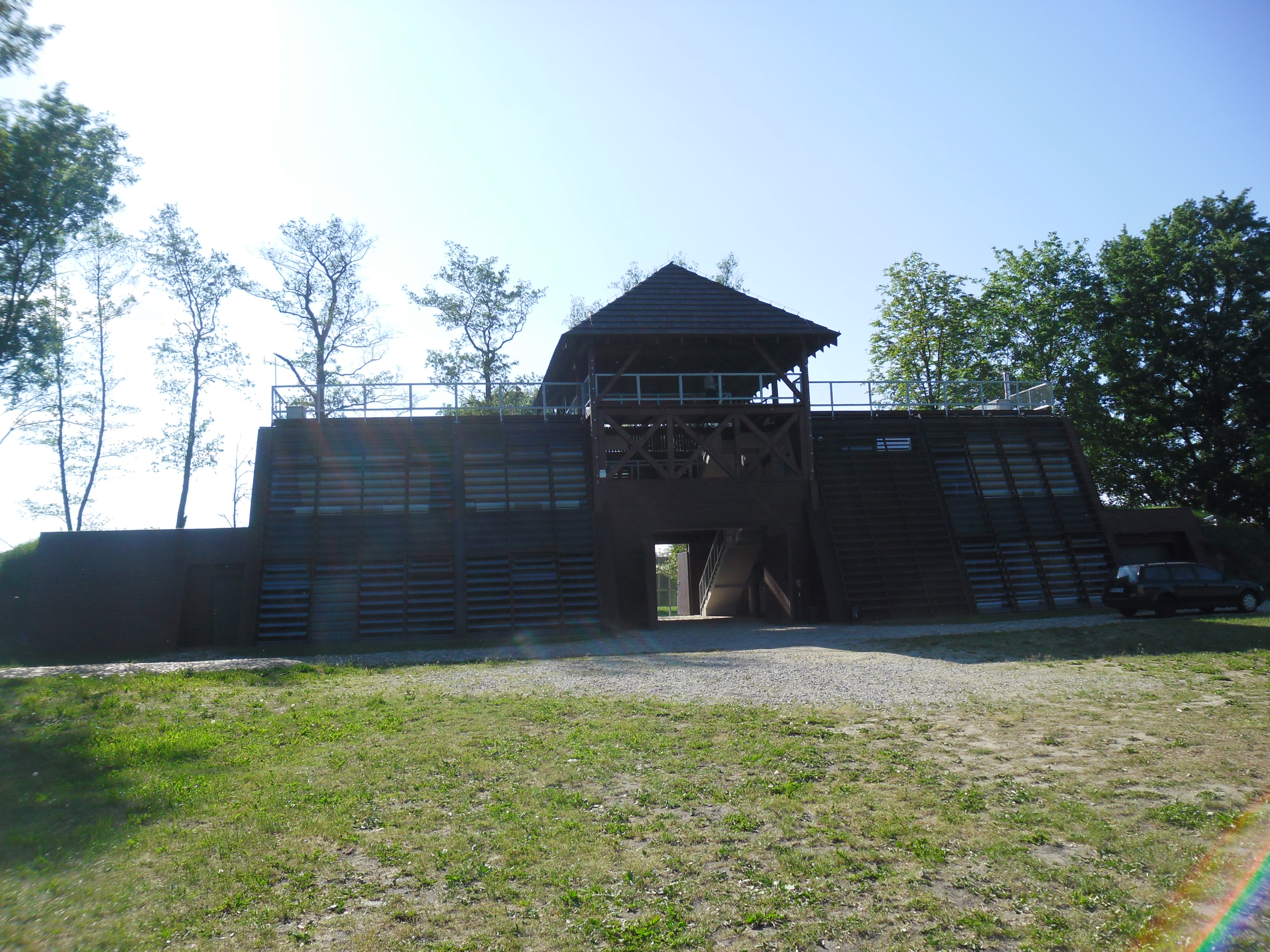
Hradiště v Hřibově (Velkopolské vojvodství, Września)